# Expedición de Vancouver
La expedición Vancouver (1791-1795) fue un viaje de exploración y diplomacia organizado por la Marina Real Británica que fue comandado por el capitán George Vancouver y tomó cinco años. La expedición circunnavegó el mundo, tocó cinco continentes y cambió, probablemente, el curso de la historia de varias naciones. La expedición estaba compuesta, según las etapas, entre dos y cuatro buques, y hasta 153 hombres, y todos ellos, menos seis, regresaron a salvo a casa.
Desde el punto de vista geopolítico, la expedición ayudó a eliminar a España como potencia en el Pacífico Norte y a definir las fronteras del conflicto anglo-estadounidense allí. También ayudó a la unificación del reino de Hawái y estableció además la dominación británica de Australia y Nueva Zelanda. La expedición también nombró cientos, quizá miles, de accidentes geográficos y especies botánicas y animales y se descubrieron dos grupos de islas en el Pacífico, las islas Snares y las islas Chatham.

## Origen

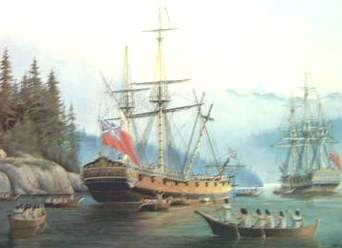
Una recreación del barco HMS Discovery.

El valor estratégico y comercial de la exploración del Pacífico, tanto por su riqueza en ballenas y pieles, como por ser una ruta comercial hacia el Oriente, ya había quedado establecido en varios expediciones de exploración, en particular los tres viajes que realizó James Cook (1728-1779). Gran Bretaña estaba especialmente interesada en mejorar su conocimiento de la pesca de las ballenas del Pacífico Sur, y en particular, en la ubicación de las estratégicamente situadas Australia, Nueva Zelanda, el Paso del Noroeste y la ficticia isla Grande. Se adquirió un nuevo barco, que tras ser acondicionado y adaptado, se bautizó como HMS Discovery, el mismo nombre de uno de los barcos de Cook. Se nombró como capitán a Henry Roberts (1757-1796) y Vancouver fue designado como 1.er teniente.
Los planes cambiaron cuando el aventurero irlandés John Meares (c. 1756–1809) informó de que los españoles habían confiscado sus posesiones en la isla de Nutca, adquiridas antes de 1789 a los indígenas locales, así como cientos de miles de libras de mercancías. España en defensa de sus intereses, había desalojado a Meares, pero eso dio pie a una confrontación entre España y el Reino Unido conocida como Crisis de Nutca, que amenazó con una guerra por el control del Pacífico y en la práctica, de América del Norte. Rusia era también una parte interesada, debido a su presencia comercial en la costa de Alaska y sus reclamaciones se extendían hasta California, siendo la principal razón por la que los españoles intentaron consolidar sus posesiones en la zona.
Aunque ahora se sabe que las afirmaciones de Meares sobre las pérdidas eran un poco exageradas, Gran Bretaña había derrotada recientemente a España en guerra y parecía estar lista para otra oportunidad. El Parlamento preparó la flota en la crisis de Nutca, y Roberts y Vancouver dejaron el HMS Discovery para servir en la flota del Canal (Channel Fleet) mientras que el HMS Discovery se convirtió en un barco de apoyo para transportar a las víctimas del alistamiento. Los españoles e ingleses finalmente llegaron a un acuerdo pacífico y la ahora conocida como Primera Convención de Nutca fue firmada en Madrid el 28 de octubre de 1790 por el conde de Floridablanca (1728-1808) y Alleyne FitzHerbert, primer barón de St Helens (1753–1839). España debía devolver las edificaciones y terrenos (exigían la totalidad de las ensenadas de Nutca y de Clayoquot), indemnizar a los británicos por los bienes expropiados y reconocer la libre navegación y pesca en el Pacífico y en los mares del Sur. Fueron enviados a Nutca, como comisionados, por España, Juan Francisco de la Bodega y Quadra (1743–94) y, por el Reino Unido, Vancouver, para materializar el acuerdo en el lugar, aunque sus instrucciones no eran del todo compatibles: los británicos situaban los límites de las posesiones españolas a la altura de San Francisco y los españoles lo hacían en Nutca o en el estrecho de Juan de Fuca y tampoco había acuerdo sobre los terrenos adquiridos por Meares a los indígenas.
Vancouver regresó al HMS Discovery como comandante de la expedición. De acuerdo con sus órdenes, iba «a recuperar en forma de restitución los territorios en que los españoles se habían asentado, y también para hacer un estudio exacto de la costa, desde el grado 30º de latitud norte al noroeste hacia el río Cook; y, además, obtener todas las informaciones posibles que pudieran recoger respetando el estado natural y político de esa región» [«to receive back in form a restitution of the territories on which the Spaniards had seized, and also to make an accurate survey of the coast, from the 30th degree of north latitude northwestward toward Cook's River; and further, to obtain every possible information that could be collected respecting the natural and political state of that country»]. Estas exploraciones eran en parte descubrir la comunicaciones navegables en el interior de América del Norte (ya fuese el paso del Noroeste o, más probablemente, ríos navegables), y facilitar las investigaciones botánicas de Archibald Menzies, un naturalista y cirujano que acompañaba la expedición que estaba muy bien relacionado políticamente .
Tras el motín del Bounty (1789), el Almirantazgo había adoptado la precaución de que los buques británicos no hicieran largos viajes solos; por ello, armaron un segundo barco, el HMS Chatham, comandado por el teniente William Robert Broughton, y lo asignaron a la expedición. El HMS Daedalus debía incorporarse un año después con suministros en el estrecho de Nutca. La expedición debía durar dos o tres años.

## Tripulación
El embarque de la expedición lista una tripulación de 153 hombres. La mayoría eran oficiales navales o marineros, muchos de ellos conocidos ya que se distinguirían en servicios futuros, como Peter Puget, Joseph Baker, Joseph Whidbey, William Broughten, Zachary Mudge y Robert Barrie. Había un gran destacamento de infantes de marina, sin que se informase sobre si su cometido era ayudar a la exploración en territorio hostil o, más bien, desalentar cualquier rebelión. Dos jóvenes aristócratas de 16 años, el honorable Thomas Pitt (sobrino del primer ministro) y el honorable Charles Stuart (hijo de un marqués), iban a bordo como marineros, y su presencia sería problemática.
Entre los supernumerarios estaba Menzies (que llevaría un meticuloso diario de la expedición) y su sirviente John Ewin (o Ewing). Un hawaiano llamado Towereroo, a quien el capitán Charles Duncan había llevado a Inglaterra, iba en el HMS Discovery de regreso a casa. Por último, el embarque incluía el habitual en aquella época «Widow's Man», el hombre de la viuda, un marinero nominal inexistente cuya paga iba destinada a las viudas de los marinos que habían perdido la vida y que en su mayoría quedaban en la miseria.

## Año 1791
El 1 de abril de 1791 zarparon el HMS Discovery y el HMS Chatham. Llegaron a Santa Cruz de Tenerife el 28 de abril, en una escala de descanso y una oportunidad para recoger especies botánicas, pero la escala terminó en una pelea de borrachos en el que varios oficiales fueron golpeados y arrojados a la bahía.
El 7 de mayo los dos barcos salieron de Tenerife; el HMS Chatham llegó el 6 de junio a Ciudad del Cabo y dos días después arribó el HMS Discovery. Tras más botánica, socialización y contratación para reemplazar a los desertores, los barcos partieron nuevamente el 17 de agosto. El cirujano enfermó durante un brote de disentería, que ocasionó la muerte de un marinero. Menzies asumió sus funciones durante el resto de la expedición.
El 28 de septiembre arribaron a la costa australiana, en un golfo que Vancouver nombró en honor de su rey como King George Sound. Rápidamente realizaron el reconocimiento de la costa sur de Australia y siguieron su viaje hasta llegar a la costa de Nueva Zelanda, donde desembarcaron el 2 de noviembre, en el Dusky Sound, para el reabastecimiento y nuevas recolecciones botánicas. Partieron el 21 de noviembre, navegando ambos barcos por separado y descubriendo ambos las subantárticas islas Snares (23 de noviembre), que Vancouver consideró como peligrosas para la navegación (de ahí el nombre de «islas Trampas»). En la ruta hacia Tahití, la tripulación del HMS Chatham descubrió además las islas Chatham, antes de arribar Tahití el 26 de noviembre. El HMS Discovery llegó tres días después.
Hicieron escala en Tahití y Vancouver hizo cumplir la rígida disciplina para evitar las conexiones personales que habían llevado al motín del Bounty. Pitt fue azotado por intercambiar una pieza de hierro del buque por los favores románticos de una mujer. Towareroo, que no estaba sujeto a tal disciplina, decidió que prefería la comodidad de Tahití y quería casarse con una chica local. Sin embargo, las órdenes del Almirantazgo eran claras y Vancouver debía de devolverle a Hawái y no atendió sus deseos. El jefe local, Pomarrey, protegió a Towereroo unos días, pero después de «mucha investigación, y alguna coacción...» encontró al joven y lo devolvió a los británicos.

## Año 1792
Partieron para pasar el invierno en Hawái, donde Vancouver llegó en marzo de 1792. Siendo un joven guardiamarina, 13 años antes, había estado en la desgraciada escala de Cook y por eso trató de evitar llegar a la costa en la bahía de Kealakekua.
Vancouver descubrió que la isla natal de Towereroo, Molokai, estaba sufriendo una hambruna. Fue a visitar al jefe Kaiana con regalos, que el jefe aceptó de inmediato. De acuerdo con el entonces teniente Peter Puget, los exploradores encontraron a Towereroo «de utilidad infinita en su trato con los nativos».
El diario de Menzies menciona que por haber sido útil al rey hawaiano Kamehameha I, Towereroo había obtenido una plantación y otra más por haberse casado con la hija de un jefe, y que, en última instancia, controlaba alrededor de 200 «vasallos». En las trifulcas de la política de Hawái, su rápido ascenso y estrecha relación con los británicos eran tanto un activo como fuente de celos y por lo menos una vez Vancouver tuvo que interceder por su vida. Visitantes posteriores de la isla, como Frances Barkley del Halcyon, señalaron que hablaba un inglés perfecto y que hacía uso del nombre inglés «Charles». Poco se sabe del final de este joven, que en su tiempo fue el más viajero de los hawaianos.
Tras realizar los arreglos de su pequeña flota para pasar el invierno, se reabastecieron en Hawái para el resto de la expedición y el HMS Discovery y el HMS Chatham siguieron hacia América del Norte. El 16 de abril llegaron a tierra a unos 39°N y comenzaron un estudio detallado hacia el norte. El 28 de abril, se encontraron con el capitán estadounidense Robert Gray a bordo de la Columbia Rediviva, con el que tuvieron un fructífero intercambio de información, aunque Meares les había advertido que muchas de las exploraciones de Gray eran meras ficciones.
En junio de 1792, el HMS Discovery y el HMS Chatham anclaron en una bahía que llamaron bahía Birch.
Vancouver había decidido utilizar los pequeños botes para la exploración detallada y la cartografía de las complejas vías navegables de la región, a veces poco profundas. El 12 de junio, Vancouver, junto con Puget y algunos otros miembros de la tripulación, navegaron hacia el norte desde bahía Birch en dos pequeñas yolas a vela del HMS Discovery. En cuatro días, encontraron y trazaron los mapas de una serie de cabos, puntas y entrantes, como punta Roberts, punta Grey, el Burrard Inlet, el Howe Sound y el Jervis Inlet. El 13 de junio, cerca de punta Roberts, el HMS Chatham encontró dos naves de una expedición de exploración española, la Sutil y a la Mexicana.
El 21 de junio, enfrentándose a muy malas condiciones climáticas y a la disminución de los alimentos, Vancouver decidió volver al HMS Discovery, que estaba a más de 80 kilómetros de distancia. A su regreso se encontraron con los barcos españoles a las órdenes del capitán Malaspina y Galiano (a quien el teniente Broughton ya conocía), cerca de la actual Vancouver, Columbia Británica. Ambos estaban explorando y cartografiando el estrecho de Georgia, buscando un posible paso del Noroeste e intentando determinar si la isla de Vancouver era una isla o era parte del continente. Los dos comandantes establecieron una relación amistosa y acordaron ayudarse mutuamente en la división del trabajo cartográfico y compartir las cartas náuticas. Trabajaron juntos en esta forma hasta el 13 de julio, y después cada uno reanudó la circunnavegación de la isla de Vancouver por separado. Los barcos de Galiano llegaron al estrecho de Nutca, completando el circuito, el 31 de agosto. Los barcos de Vancouver habían llegado antes. Así, Vancouver fue el primer europeo en probar la insularidad de la isla de Vancouver (las reclamaciones de Meares en la materia habían sido fruto de otra causalidad), mientras que Galiano fue el primero en circunnavegarla completamente. Vancouver no había partido de Nutca, sino que había comenzado en el estrecho de Juan de Fuca, mientras Galiano sí había comenzó su periplo en Nutca.

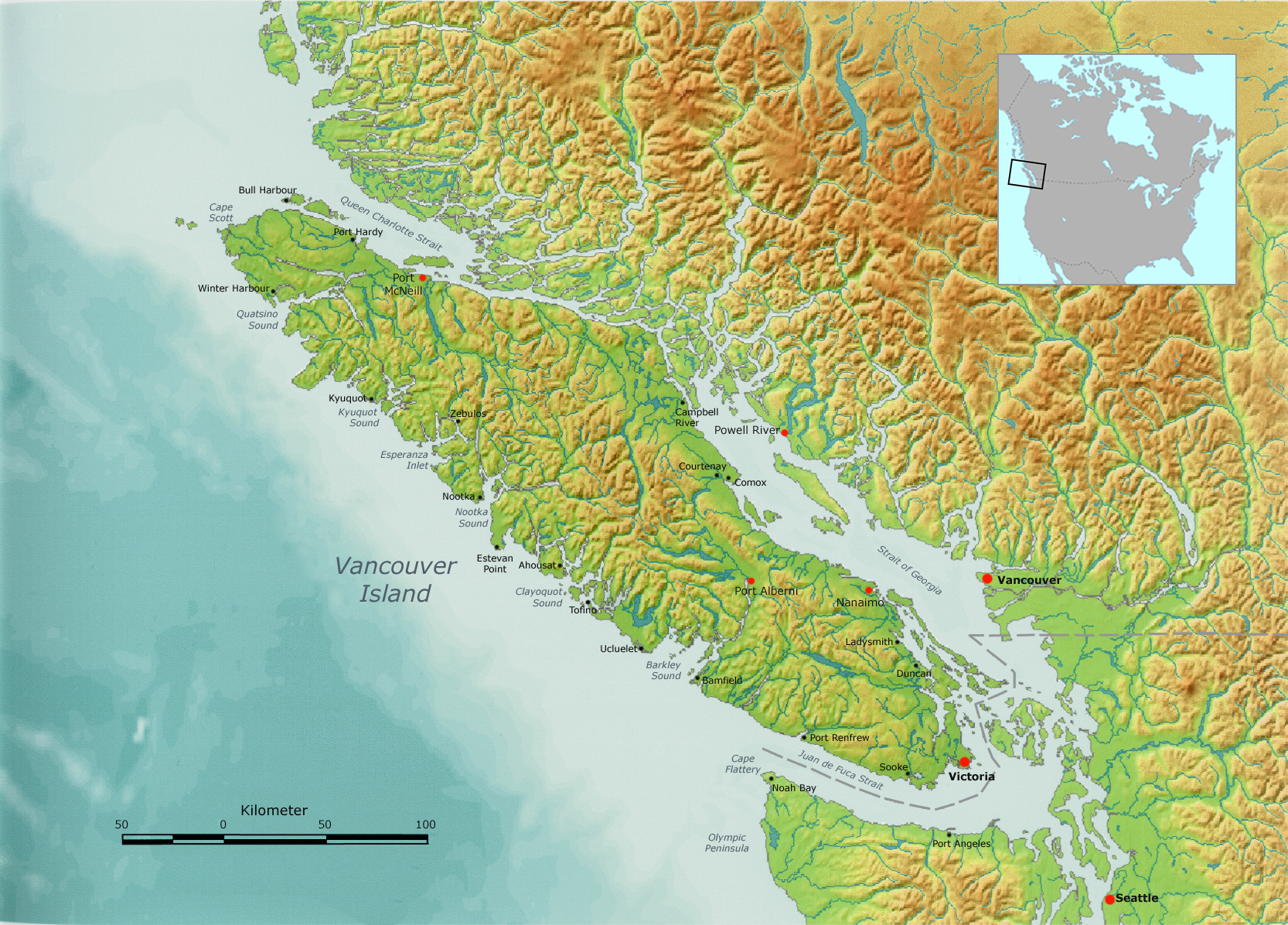
La isla de vancouver, cuya exploración e insularidad determinó, con otra expedición española, la expedición Vancouver.

En agosto, mientras Vancouver exploraba en pequeñas embarcaciones hacia el norte, el HMS Daedalus llegó al estreccho de Nutca y envió al bergantín HMS Venus con la noticia de que su capitán, Richard Hergest, y William Gooch, enviado como astrónomo de la expedición, habían sido asesinado en Oahu. Vancouver y Whidbey compartieron las tareas del astrónomo, lo que más tarde condujo a la fricción sobre la remuneración. El 11 de agosto, la expedición se dirigió al sur, llegando al estrecho de Nutca el 28 de agosto, en donde intercambiaron 13 salvas amistosas con la fragata española al mando de Juan Francisco de la Bodega y Quadra, que ya les esperaba allí para intentar formalizar el acuerdo de la Convención de Nutca.
Las relaciones entre Quadra y Vancouver fueron muy cordiales e incluso amistosas. Según sus órdenes, colaboraron en la exploración y aprovisionamiento, pero no pudieron conciliar sus instrucciones contradictorias antes de que Quadra regresase a Monterrey, dejando al señor Fidalgo para fortificar el estrecho. Vancouver envió al teniente Mudge de vuelta a Inglaterra en un pequeño barco comercial de pabellón portugués, el Fenis y San José, para obtener instrucciones adicionales. El capitán de otra nave comercial, la Jenny, preguntó a Vancouver si podía devolver dos niñas secuestradas en Hawái. Así, ampliada, la expedición se trasladó al sur. Whidbey en el HMS Daedelus cartografió el Grays Harbor mientras que los otros dos barcos afrontaban la barra del río Columbia. El más pequeño, el HMS Chatham, ancló en la barra y enviaron pequeñas embarcaciones río arriba. El HMS Discovery, cuya tripulación estaba empezando a sufrir de escorbuto, se encaminó a California, llegando al estrecho de Golden Gate (en español, Puerta Dorada), la entrada de la bahía de San Francisco, el 14 de noviembre, con una recepción amable y servicial de los españoles. Las otras naves llegaron el día 26.
Quadra, tan ansioso como Vancouver por resolver sus instrucciones contradictorias, se ofreció a facilitar otro mensaje a través de México y el Atlántico; Vancouver envió al teniente Broughton. Puget se hizo cargo como comandante del HMS Chatham (enojando a Menzies, que prefería a su amigo Johnstone).
Después de descansar y hacer un reaprovisionamiento, la expedición regresó a Hawái para pasar el invierno.

## Año 1793
El HMS Discovery navegó por el lado norte de la isla de Hawái, y el HMS Chatham por el sur, reuniéndose en la bahía de Kealakekua Bay. Dejaron algo de ganado vacuno, ovino, y más plantas que habían sido embarcadas en California. Se reunió con el navegante británico John Young, que actuó como intérprete y ayudó a negociar con Kamehameha I. Se realizaron campañas de reconocimiento y Kamehameha quedó impresionado por el alcance del poder británico, mientras Menzies recolectaba más especímenes.
Durante el invierno, Vancouver ordenó numerosas mejoras para los pequeños botes que hacían el trabajo del estudio detallado, así como la mejora de las viviendas y los suministros para la tripulación. Estas mejoras permitieron a las tripulaciones continuar su estudio de una de las costas más complejas del mundo, alcanzando los 56°N, hasta que el clima determinó la finalización de la temporada de reconocimientos.
Una vez más, la expedición visitó el estrecho de Nutca (donde no hubo ninguna resolución de las órdenes en conflicto), la California española y Hawái.

## Año 1794
Durante el último invierno de la expedición en Hawái, Baker acompañó a Menzies, al guardiamarina George McKenzie y a otro hombre cuyo nombre no se conoce, en el primer ascenso del que se tiene constancia al Mauna Loa. Alcanzaron la cima el 16 de febrero y utilizando un barómetro midieron su altura, con una precisión de unos 50 pies del valor actualmente aceptado.
Vancouver siguió negociando con Kamehameha; el 25 de febrero, el rey hizo una proclamación formal de adhesión, declarando que eran «Tanata no Britanee» (pueblo de Gran Bretaña). Precisamente lo que quería decir Kamehameha con esto puede no estar del todo claro, ya que Gran Bretaña no ejerció la soberanía sobre las islas durante su reinado. Sin embargo, la asistencia de Vancouver al rey fue muy útil, sobre todo en préstamo de instrumentos y trabajadores cualificados para la construcción de una nave armada de 36 pies, el Britannia. Las armas pueden haber ayudado a Kamehameha a ganar la decisiva batalla de Nu'uanu.
La expedición partió de Hawái por última vez el 15 de marzo de 1794 y empezó el reconocimiento de la costa en torno a la boca del río Cook, a los 60°N, trabajando hacia el sur. El tiempo era a menudo de congelación, y como resultado no sólo sus reservas de tortugas vivas (mantenidas por su carne), sino también los invernaderos de Menzies se congelaron, matando todas sus plantas. Como antes, el HMS Discovery y el HMS Chatham enviaban los botes pequeños para llevar a cabo los estudios detallados de la compleja costa. La expedición negoció con los asentamientos rusos, esquimales, tlingits y otros que vivían allí. A mediados de agosto, la expedición llegó a su área de trabajo del año anterior y, según los diarios de varios oficiales, sintió una gran alegría al darse cuenta de que podían regresar a casa. Lamentablemente, cuando partían para Nutca, Isaac Wooden se perdió en un accidente de navegación cerca del cabo Ommaney, siendo uno de los pocos que murieron en el transcurso de la expedición. Las traicioneras rocas del cabo fueron llamadas en su honor Wooden Rocks.
Vancouver ascendió de rango el 28 de agosto de 1794. Cuatro días más tarde, el HMS Discovery y el HMS Chatham llegaron a Nutca. Todos estaban tristes al saber que Quadra había muerto repentinamente. El Brigadier General don José Manuel de Álava, el nuevo gobernador de Nutca, también mostraba una actitud de cooperación y amistad, pero las instrucciones para que los comandantes resolvieran la situación aún no habían llegado. De Alava y Vancouver acordaron en términos amistosos la realización de forma conjunta de exploraciones locales, incluyendo una gran celebración con Macuina. El 6 de octubre, los barcos de investigación partieron hacia Monterrey. El HMS Daedelus fue enviado de vuelta a Inglaterra con el problemática Sr. Pitt, que había agotado su bienvenida con múltiples infracciones disciplinarias.
El 6 de noviembre, el HMS Discovery arribó a Monterrey, enterándose de que aunque las negociaciones habían concluido en Europa, todavía no había instrucciones. La expedición partió el 2 de diciembre, llegando a las islas de las Tres Marías el 17 de diciembre para aprovisionarse y hacer nuevas recolecciones botánicas, y pasó la Navidad en el mar.

## Año 1795
En el viaje de regreso, la expedición recaló en las islas Cocos, en las islas Galápagos y en las islas Juan Fernández, reaprovisionándose siempre que fue posible, pero comenzaron a sufrir de escorbuto.
A pesar de que tenían órdenes de evitar las posesiones españolas en el Pacífico, la necesidad requería de un reaprovisionamiento y tenían, además, órdenes de reconocer tanta costa como fuera posible. Vancouver, por lo tanto, arribó a Valparaíso el 25 de marzo para estar cinco semanas de reparaciones, con la ayuda de los españoles. Los oficiales de la expedición disfrutaron de una visita oficial al capitán general, don Ambrosio O'Higgins de Vallenar en su capital de St. Iago.
El 5 de mayo, el HMS Discovery y el HMS Chatham zarparon de Valparaíso, planeando reunirse en la isla de Santa Elena si las condiciones climáticas les separaban. El inicio del invierno en el Hemisferio Sur y el mal estado de los barcos hicieron impracticable una campaña de reconocimiento de la costa de Chile y el paso del cabo de Hornos fue peligroso. No obstante, Vancouver pasa mucho tiempo en busca de la isla de Isla Grande, de la que se había informado anteriormente que estaba en los 46º40'S, confirmando su inexistencia.
Por esa época, el teniente Broughton y el teniente Mudge, que habían salido de Inglaterra en el HMS Providence para ayudar a Vancouver, llegaron a Monterrey, poco después de que la expedición hubiese partido. Decidiendo (correctamente) que Vancouver no habría dejado sin terminar su tarea topografía, se fueron a cartografiar la costa del este de Asia.
El 2 de julio, el HMS Discovery y el HMS Chatham hicieron escala en Santa Elena y se enteraron de que el país estaba en guerra. Sus maltratados barcos eran casi los más débiles de los buques en el Atlántico y sin embargo, capturaron a un barco nerrlandes por sorpresa. Esto resultó ser una bendición con inconvenientes: apresar una tripulación supuso que Vancouver necesitase manos adicionales y durante una tormenta, requirió al siervo de Menzies, que debió de dejar las plantas de Menzies, que pudieron ser dañadas, lo que enfureció más a Menzies.
Frente a las islas de Cabo Verde, el HMS Discovery alcanzó a un convoy británico escoltado por el HMS Sceptre y, con relativa seguridad, llegaron a Shannon. Vancouver dejó el barco para informar. Baker llevó el HMS Discovery a casa, sano y salvo, y el 20 de octubre de 1795 llegaron a Long Reach, en el Támesis, completando una misión que les había ocupado durante cinco años.

## Consecuencias
La expedición regresó a una Gran Bretaña más interesada en la guerra en curso que en las exploraciones del Pacífico. Vancouver fue atacado por Menzies, políticamente muy bien relacionado, por diferentes desaires. Thomas Pitt, 2.º barón de Camelford, desafió a Vancouver a un duelo y trató de golpearlo en una esquina de Londres. Vancouver no era rival para los poderosos que le enfrentaban, y, además, se estaba muriendo. Su masiva obra cartográfica aún requería unos centenares de páginas para acabarse a su muerte, el 10 de mayo de 1798. La labor fue terminada por Puget.
Desde el punto de vista geopolítico, la expedición ayudó a eliminar a España como una potencia en el Pacífico Norte y a definir las fronteras del conflicto anglo-estadounidense allí. También ayudó a la unificación del reino de Hawái y estableció además la dominación británica de Australia y Nueva Zelanda. La expedición también nombró cientos, quizá miles, de accidentes geográficos y especies.